# Burgplatz

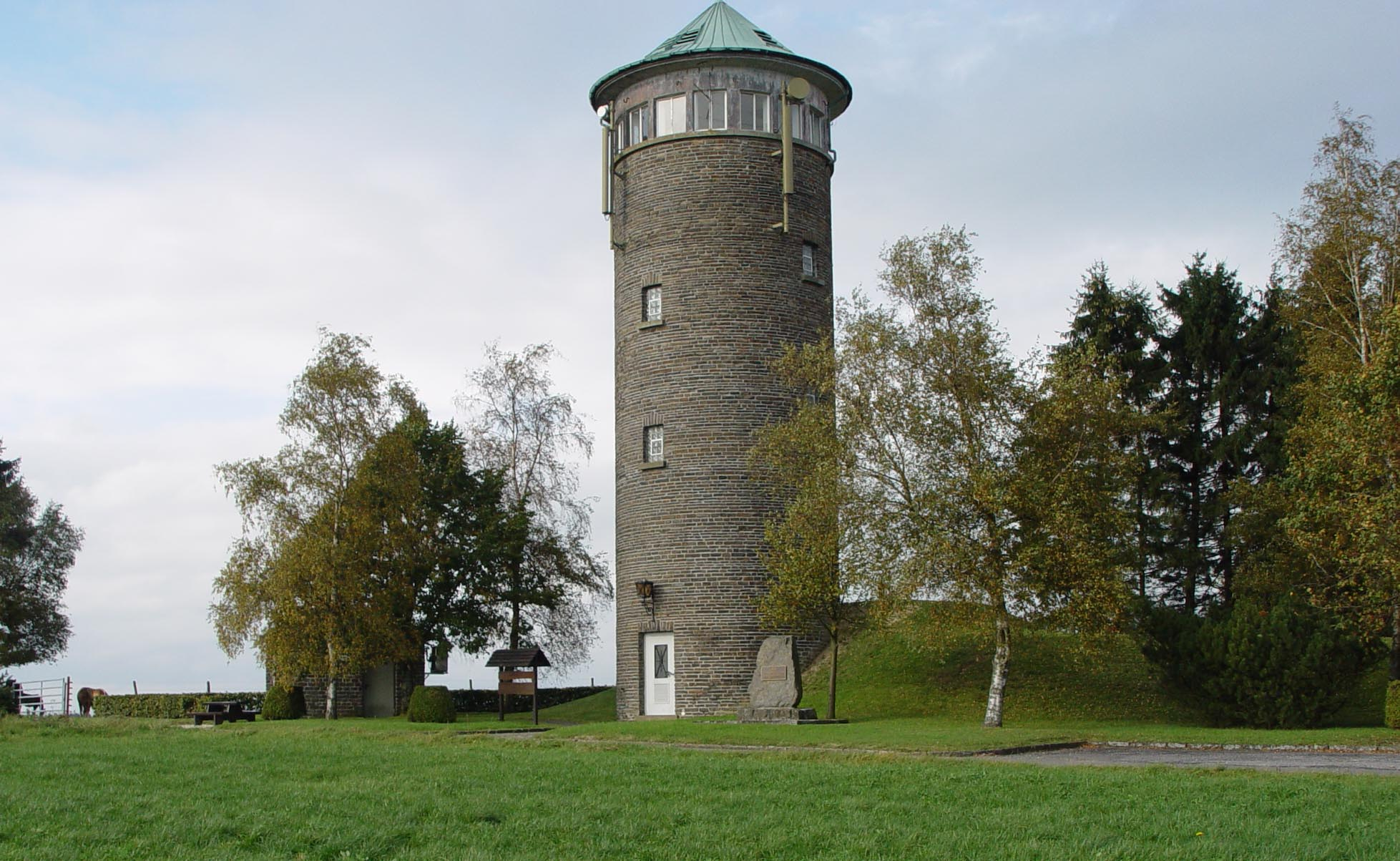
De Burgplatz

De Burgplatz (andere voorkomende schrijfwijzen: Buergplaatz, Burrigplatz) is een heuvel in de Luxemburgse Ardennen. Deze heuvel heeft een hoogte van 559 meter en is gelegen in het uiterste noorden bij Huldange, in de gemeente Troisvierges, vlak bij de grens met België.
In tegenstelling tot wat sommigen beweren, is het niet de hoogste heuvel in het Groothertogdom Luxemburg. De hoogste heuvel is de Kneiff, vlak bij Burgplatz gelegen.